# Helfingsdorf
Helfingsdorf ist eine Ortschaft im oberösterreichischen Innviertel und Teil der Gemeinde Taiskirchen im Innkreis im Bezirk Ried im Innkreis.

## Gliederung
Die Ortschaft ist auf folgende Siedlungen aufgeteilt:
- Helfingsdorf (Rotte)
- Aspach (Weiler)
- Edt (Rotte)
- Kirchbach (Weiler)

## Geschichte
Die erste urkundliche Erwähnung als Hellffenstorf findet sich in der „Grenz-, Güter- und Volksbeschreibung des Landgerichts Schärding“ und stammt aus dem Jahr 1535. Der Weiler Aspach wurde dort bereits 1433 beschrieben.